# Richard Wahl
Richard Wahl   (Frankfurt del Main, 4 de desembre de 1906 - Frankfurt del Main, 1 de novembre de 1982) va ser un tirador d'esgrima alemany que va competir durant la dècada de 1930.
El 1936 va prendre part en els Jocs Olímpics de Berlín, on disputà dues proves del programa d'esgrima. Guanyà la medalla de bronze en la prova de sabre per equips, mentre en la prova individual quedà eliminat en sèries.
En el seu palmarès també destaca una medalla de bronze al Campionat del Món d'esgrima de 1937.